# 1 500 mètres masculin aux championnats du monde d'athlétisme 2007
Navigation
Helsinki 2005 Berlin 2009
L'épreuve du 1 500 mètres masculin des championnats du monde d'athlétisme 2007 s'est déroulée du 25 au 29 août 2007 dans le Stade Nagai d'Osaka, au Japon. Elle est remportée par l'Américain Bernard Lagat.

## Résultats

### Finale
| Rang               | Athlète             | Pays             | Temps         | Notes |
| ------------------ | ------------------- | ---------------- | ------------- | ----- |
| Médaille d'or      | Bernard Lagat       | États-Unis       | 3 min 34 s 77 |       |
| Médaille d'argent  | Rashid Ramzi        | Bahreïn          | 3 min 35 s 00 | SB    |
| Médaille de bronze | Shedrack Korir      | Kenya            | 3 min 35 s 04 |       |
| 4                  | Asbel Kiprop        | Kenya            | 3 min 35 s 24 | PB    |
| 5                  | Tarek Boukensa      | Algérie          | 3 min 35 s 26 |       |
| 6                  | Antar Zerguelaïne   | Algérie          | 3 min 35 s 29 |       |
| 7                  | Arturo Casado       | Espagne          | 3 min 35 s 62 |       |
| 8                  | Alan Webb           | États-Unis       | 3 min 35 s 69 |       |
| 9                  | Andrew Baddeley     | Royaume-Uni      | 3 min 35 s 95 |       |
| 10                 | Nick Willis         | Nouvelle-Zélande | 3 min 36 s 13 |       |
| 11                 | Belal Mansoor Ali   | Bahreïn          | 3 min 36 s 44 |       |
| 12                 | Sergio Gallardo     | Espagne          | 3 min 37 s 03 |       |
| 13                 | Juan Carlos Higuero | Espagne          | 3 min 38 s 43 |       |
| 14                 | Youssef Baba        | Maroc            | 3 min 38 s 78 |       |

## Légende
Records et Performances
- AR : Record continental (area record)
- CR : Record des championnats (championship record)
- MR : Record du meeting (meet record)
- NR : Record national (national record)
- OR : Record olympique (olympic record)
- PR : Record paralympique (paralympic record)
- PB : Record personnel (personal best)
- SB : Meilleure performance personnelle de la saison (season's best)
- WL : Meilleure performance mondiale de l'année (world leader)
- WJR : Record du monde junior (world junior record)
- WR : Record du monde (world record)

Circonstances et Conditions
- DNF : N'a pas terminé (did not finish)
- DNS : N'a pas pris le départ (did not start)
- DQ : Disqualification (disqualification)
- NM : Aucun essai valable enregistré (No Mark)
- Q : Qualifié « directement » au prochain tour (ou à la prochaine compétition), lors d'une compétition majeure, grâce au classement ou à la réalisation des minima (automatic qualifier)
- q : Qualifié au prochain tour (ou à la prochaine compétition), lors d'une compétition majeure, grâce au repêchage ou à la réalisation de l'une des meilleures performances parmi celles des « non qualifiés directement » (grâce au meilleur temps ou à la meilleure distance par exemple) (secondary qualifier)